# Château de Margeleix
Le château de Margeleix est situé au lieu-dit Margeleix, sur la commune de Puy-Malsignat, dans le département de la Creuse, région Nouvelle-Aquitaine, France.

## Historique
Le château fut vraisemblablement construit au XVIIe siècle. C'est donc dès le début en logis, de taille modeste et sans aucun attribut défensif, qu'il fut pensé et bâti.
Dans la deuxième moitié du XVIIIe siècle, son habitant le plus célèbre sera le marquis de La Fayette, qui y passa une partie de son enfance, car son propriétaire Antoine Gilbert François Nicolas Fourreton était le précepteur militaire de La Fayette[réf. souhaitée].
Le 27 février 2010, la chapelle devient un lieu de mémoire de toutes les déportations. Une plaque mémorielle pour tous les déportés est inaugurée par Michel Moine, maire d'Aubusson et vice-président du conseil général de la Creuse et des vitraux sont posés pour l'occasion.

## Architecture
Le corps de logis principal est un « simple » plan rectangulaire sur deux niveaux, avec un escalier droit central, accédant à la porte principale.
La grande salle du rez-de-chaussée possède des poutres à décor peint (rinceaux de feuillages et fleurs en camaïeu bleu) probablement d'origine ; on y observe aussi des boiseries sculptées. 
La chambre est dotée de menuiseries moulurées et d’un décor peint sur les poutres[réf. souhaitée]. 
Plusieurs dépendances font partie du domaine du château : chapelle, une laiterie, un fournil, des greniers mansardes, une grange et un petit étang d'environ 50 × 40 m.
La chapelle présente des vitraux aubussonnais inspirés des tapisseries d'Aubusson et créés par Jean Fourton, Jean-François Guinot, Bernard Battu et Michel Cancalon en mémoire de toutes les déportations.
Les éléments classés MH sont : les deux pièces avec décor peint du rez-de-chaussée (classement par arrêté du 17 avril 1984). En ce qui concerne l'inscription MH : le château en totalité, à l'exclusion des deux pièces déjà classées, la chapelle et le puits dans la cour (inscription par arrêté du 17 avril 1984).

### Pages externes
- Ressource relative à l'architecture :   - Mérimée